# آقای رابرتس (فیلم ۱۹۵۵)
آقای رابرتس (انگلیسی: Mister Roberts) فیلمی در ژانر کمدی-درام به کارگردانی جان فورد، مروین لیروی و جاشوا لوگن است که در سال ۱۹۵۵ منتشر شد.
این فیلم برنده جایزه اسکار بهترین بازیگر نقش مکمل مرد توسط جک لمون در سال ۱۹۵۵ شده‌است.

## بازیگران
- هنری فوندا
- جیمز کاگنی
- ویلیام پاول
- جک لمون
- بتسی پالمر
- وارد باند
- فیلیپ کری
- نیک آدامز
- کن کورتیز
- هری کری جونیور
- پاتریک وین
- دوک کاهاناموکو
- گرگوری والکوت
- هری تنبروک
- مارتین میلنر
- پری لوپز
- باک کارتالیان